# Règle de constructibilité limitée
Le principe de constructibilité limitée interdit, dans les communes non dotées d'un plan local d'urbanisme, d'un document d'urbanisme en tenant lieu ou d'une carte communale, les travaux et constructions effectuées en dehors des parties actuellement urbanisées de la commune.

## Évolution du principe de constructibilité limitée
Ce principe instauré par la loi du 7 janvier 1983 relative à la répartition des compétences entre les communes, les départements et l'État, et codifié à l'article L. 111-1-2 du Code de l'urbanisme répondait à une double préoccupation. D'une part, il s'agissait de lutter contre le gaspillage de l'espace par la dispersion de l'urbanisation en milieu rural (mitage). D'autre part, l'objectif était d'inciter les communes dépourvues d'un document d'urbanisme et qui voyaient ainsi leur territoire gelé par l'application du principe, à se doter d'un plan d'occupation des sols.
Les lois qui ont succédé à la loi « Defferre » du 7 janvier 1983 n’ont pas réussi à respecter l’objectif de limite à l’artificialisation des sols. En effet, le constat est que 600km2 seraient artificialisés annuellement, soit l’équivalent d’un département français tous les dix ans ceci au détriment d’espaces agricoles.
Pour pallier ce phénomène d'étalement urbain, la loi ALUR du 24 mars 2014 est venue consacrer un chapitre spécifique à la « Lutte contre l’étalement urbain et la consommation d’espaces naturels, agricoles et forestiers », le but étant de renforcer le régime du principe de constructibilité limitée. La loi renforce la règle selon laquelle les communes non pourvues de documents d'urbanisme sont soumises à ce principe. De plus, afin de mieux contrôler l'utilisation des sols, elle confie un rôle plus formel à la commission départementale de la consommation des espaces agricoles en lui permettant d'émettre des avis conformes.

## Domaine d'application du principe de constructibilité limitée
Appliqué dans les communes non couvertes par aucun document d’urbanisme, le principe de constructibilité limitée rend impossible les constructions en dehors des parties actuellement urbanisées de la commune. 

### L'absence de tout document d'urbanisme
La règle s’applique lorsque la commune n’est pas couverte par un PLU, une carte communale, ni un document d’urbanisme en tenant lieu .
Pour les documents d’urbanisme en tenant lieu, la jurisprudence se limite aux plans de sauvegarde et de mise en valeur.

### L'identification des parties actuellement urbanisées de la commune
La notion de "parties actuellement urbanisées" n'est pas définie par le Code de l'urbanisme. Le ministre chargé de l'urbanisme considère que l'identification des parties actuellement urbanisées s'effectue à partir d'une vision quasi photographique de la structure du bâti au moment de l'instruction de la demande de certificat ou d'autorisation d'urbanisme.
Pour déterminer si le projet de construction envisagée de situe ou non dans les parties actuellement urbanisées de la commune, le juge a recours à divers indices qu’il combine, conformément à la technique du faisceau d’indices : 
- l’existence de réseaux [7]
- l’existence d’un nombre suffisant d’habitation avec voies d’accès [8]
- l’existence de bourgs et hameaux à proximité du terrain. Critères pour constituer un hameau : le nombre de constructions nécessaires peut varier car le juge n’a pas une conception purement quantitative du hameau [9].

En revanche, n’ont pas été considérées par le juge comme situées dans une partie actuellement urbanisée de la commune  
- un terrain situé à 150 m d’une agglomération [11]
- un terrain situé à 350 m d’un hameau [12]
- un terrain entouré sur trois côtés de terres agricoles avec une maison d’habitation sur la parcelle voisine et d’autres habitations desservies par les voies et réseaux à plus de 100 m de l’autre côté d’une route [13]

## Les exceptions au principe de constructibilité limitée
Il existe deux types d'exceptions : les exceptions par nature et les exceptions justifiées par l'intérêt communal.

### Les exceptions par nature
Le code de l’urbanisme prévoit des exceptions au principe de constructibilité, qui sont fondées sur la nature des constructions :
- l’adaptation, le changement de destination, la réfection et l’extension des constructions existantes ;
- la construction de bâtiments nouveaux à usage d’habitation à l’intérieur du périmètre regroupant les bâtiments  d’une ancienne exploitation agricole, dans le respect des traditions architecturales locales ;
- les constructions et installations nécessaires à l’exploitation agricole, à des équipements collectifs dès lors qu’elles ne sont pas incompatibles avec l’exercice d’une activité agricole;, pastorale ou forestière sur le terrain sur lequel elles sont implantées ;
- les constructions nécessaires à la réalisation d’aires d’accueil ou de terrains de passage des gens du voyage ;
- les constructions nécessaires à la mise en valeur des ressources naturelles et à la réalisation d’opérations d’intérêts national ;
- les constructions et installations incompatibles avec le voisinage des zones habitées ;
- l’extension mesurée des constructions et installations existantes ;

### Les exceptions justifiées par l'intérêt communal
Le code de l’urbanisme permet au conseil municipal d’une commune soumise au principe de constructibilité, de prendre des délibérations motivées par l’intérêt de la commune sous certaines conditions :
- les constructions ne doivent pas porter atteinte à la sauvegarde des espaces naturels, des paysages, à la salubrité et à la sécurité publique ;
- les constructions ne doivent pas entrainer un surcroit important de dépenses publiques ;

Depuis la loi ALUR du 24 mars 2014 ces constructions et installations sont soumises pour avis conforme à la commission départementale de la consommation des espaces agricoles 